# Orla (Saale)
L'Orla è un fiume tedesco lungo 35 km che scorre interamente nella Turingia Orientale.
Il fiume nasce ad est della città di Triptis, ove viene controllato da uno sbarramento (Talsperre Triptis). Il corso del fiume prosegue per circa 20 km verso est ed attraversa la città di Neustadt an der Orla per poi piegare verso nord a Pößneck. Dopo altri 15 km circa l'Orla sfocia nel fiume Saale presso Orlamünde.
I due fiumi danno entrambi il nome al circondario Saale-Orla-Kreis.

## Affluenti
Gli affluenti dell'Orla sono:
- alla destra orografica:
  - Krebsbach
  - Gisserling
  - Floßbach
- alla sinistra orografica:
  - Dürrbach
  - Moske
  - Tilse
  - Kotschau